# Stilobezzia stonei
Stilobezzia stonei är en tvåvingeart som beskrevs av Wirth 1953. Stilobezzia stonei ingår i släktet Stilobezzia och familjen svidknott. Inga underarter finns listade i Catalogue of Life.